# Friedhelm Frenken
Friedhelm Frenken (* 2. September 1956 in Heinsberg) ist ein ehemaliger deutscher Fußballspieler und Fußballtrainer.

## Karriere

### Spieler
Frenkens Stammverein war der Oberbrucher BC 09, ein Stadtteilverein aus Heinsberg. Seine Karriere im Seniorenbereich begann er in der Saison 1978/79 als 22-Jähriger beim SC Jülich 1910 in der Oberliga Nordrhein. 1980 wechselte er zu Borussia Mönchengladbach in die Bundesliga. Sein Debüt gab er am 2. September 1980 (4. Spieltag) beim 1:0-Sieg gegen Bayer 04 Leverkusen. Er bestritt zwölf Punktspiele in seiner ersten Saison. In seiner zweiten Saison für die Fohlen spielte der Abwehrspieler allerdings nur einmal gegen Borussia Dortmund (0:1), als er in der 79. Minute für Manfred Bergfeld eingewechselt wurde.
Daraufhin wechselte Frenken zum Zweitligisten Alemannia Aachen. Hier wurde er sofort Stammspieler und absolvierte gleich in seiner ersten Saison 35 Spiele und belegte am Ende der Saison Rang neun. Sein erstes Tor im Profifußball erzielte Frenken in seiner zweiten Saison in Aachen, als er im Spiel gegen den SV Darmstadt 98 kurz vor der Pause das 2:0 erzielte. In dieser Saison schoss Frenken in 37 Partien noch zwei weitere Tore gegen Rot-Weiss Essen zum 2:0 beim 4:2-Sieg und gegen den FC Remscheid zum 2:1 beim 3:1-Sieg. Am Ende dieser Saison wurde Aachen Sechster.
Auch in seiner dritten Saison am Tivoli blieb Frenken Stammspieler, schoss in 35 Spielen ein Tor und wurde in der Endtabelle Fünfter. Nach einer weiteren Saison wechselte Frenken zur Saison 1986/87 zum Bundesliga-Aufsteiger FC 08 Homburg. Hier spielte er zum ersten Mal am zweiten Spieltag bei der 0:4-Pleite gegen den VfB Stuttgart, als er in der 65. Minute für Uwe Freiler eingewechselt wurde.
Nach dem knapp entkommenen Abstieg wechselte Frenken nach 20 Liga-Partien und einem Relegationsspiel zum Zweitligisten Fortuna Köln. Hier konnte sich der mittlerweile 31-Jährige allerdings nicht als Stammspieler durchsetzen. Seine erste Partie absolvierte er erst am achten Spieltag gegen Blau-Weiß 90 Berlin, als Frenken bei der 0:1-Niederlage in der 62. Minute für Ralf Schlösser eingewechselt wurde. In dieser Saison spielte er nur 19-mal, und ihm unterlief ein Eigentor bei der 1:5-Pleite gegen den FC St. Pauli.
Nach einer weiteren enttäuschenden Saison mit nur 13 Einsätzen wechselte Frenken zur Saison 1989/90 zum Oberligisten SC Viktoria Köln. Bereits nach einer Saison verließ er den Klub und beendete seine aktive Karriere.

### Trainer
Frenken war nach seiner aktiven Laufbahn im Kreis Heinsberg auch als Trainer tätig. Seine erste Station war Germania Teveren in Geilenkirchen. Später kehrte er zu seinem Heimatverein BC Oberbruch zurück und übernahm dort im Sommer 2008 das Traineramt. Nach einem Jahr trat er jedoch schon wieder zurück.